# Петренко Володимир Олександрович
Петре́нко Володи́мир Олекса́ндрович — заслужений тренер України з армреслінгу, викладач Харківського національного університету міського господарства імені О. М. Бекетова, доцент.
Заступник по спортивній роботі, голова спортивного клубу студентів. Тренер-дослідник з олімпійського і професійного спорту, суддя національної категорії.